# مفارقة المبيدات
مفارقة مبيدات الآفات (بالإنجليزية: Paradox of the pesticides)‏ هي التناقض المولد بين الهدف والنتيجة للمبيدات الحشرية للآفات وتنص المفارقة على أن استخدام مبيد الآفات للتخلص من الآفات قد يؤدي في نهاية المطاف إلى زيادة وفرة الآفات إذا تسبب المبيد في زعزعة الديناميات الطبيعية للمفترس والفرائس في النظام البيئي.

## معادلة لوتكا - فولتيرا
لوصف مفارقة مبيدات الآفات رياضياً يمكن تعديل معادلة لوتكا - فولتيرا، وهي مجموعة من المعادلات التفاضلية غير الخطية من الدرجة الأولى والتي تُستخدم بصيغة متكررة لوصف التفاعلات بين المفترس والفريسة، ثم إنها تأخذ في الاعتبار إضافات المبيدات الحشرية في التفاعلات بين المفترس والفريسة.

### بدون استخدام المبيدات
تمثل المتغيرات ما يلي:
| عدد الفرائس في وقت معين أعداد المفترس في وقت معين ثابت الالتقاط معدل نمو أعداد الفرائس جزء طاقة الفريسة الذي استوعبه المفترس وتحول إلى مفترسات جديدة معدل وفيات الحيوانات المفترسة |
| --- |

{\textstyle {\begin{aligned}H&={\text{عدد الفرائس في وقت معين}}\\P&={\text{عدد الحيوانات المفترسة في وقت معين}}\\c&={\text{ثابت الالتقاط}}\\r&={\text{معدل نمو سكان الفرائس}}\\a&={\text{جزء من طاقة الفريسة التي استوعبها المفترس وتحولها إلى حيوانات مفترسة جديدة}}\\m&={\text{معدل وفيات الحيوانات المفترسة}}\\\end{aligned}}}
المعادلتان التاليتان هما معادلة لوتكا - فولتيرا الأصلية، والتي تصف معدل التغيير لكل مجموعة من السكان كدالة لسكان الكائن الحي الآخر:
{\displaystyle {\begin{aligned}{\frac {dH}{dt}}&=rH-cHP\\{\frac {dP}{dt}}&=acHP-mP\\\end{aligned}}}
نتيجة ضبط كل معادلة على الصفر وافتراض استقرار السكان، يمكن عمل رسم بياني لخطين (خطوط متساوية) لإيجاد نقطة التوازن، وهي النقطة التي يكون عندها كلا السكان المتفاعلين مستقرين.
وهذه هي الخطوط المتساوية للمعادلتين أعلاه:
{\displaystyle P={\frac {r}{c}}\quad {\text{و}}\quad H={\frac {m}{ac}}}

### باعتبار المبيدات في المعادلة

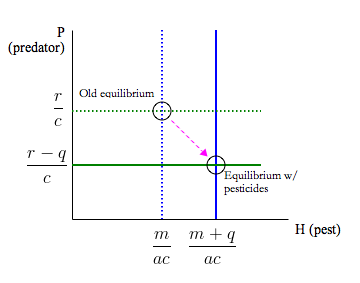
خطوط متوازنة مفترسة - فريسة قبل وبعد استخدام مبيدات الآفات. زيادة انتشار الآفات.

والآن لحساب الاختلاف في الديناميكيات السكانية للمفترس والفريسة والتي تحدث مع إضافة مبيدات الآفات، بإضافة متغير q لتمثيل معدل نصيب الفرد الذي يُقتل فيه كلا النوعين بواسطة مبيد الآفات. يؤدي إلى تغير معادلات لوتكا - فولتيرا الأصلية لتكون على النحو التالي:
{\displaystyle {\begin{aligned}{\frac {dH}{dt}}&=H(r-cP-q)\\{\frac {dP}{dt}}&=P(acH-m-q)\\\end{aligned}}}
بحل الخطوط المتساوية كما هو واضح أعلاه، تمثل المعادلات التالية الخطين مع التقاطع الذي يمثل نقطة التوازن الجديدة. وهذه هي الخطوط المتساوية الجديدة للسكان:
{\displaystyle P={\frac {r-q}{c}}\quad {\text{and}}\quad H={\frac {m+q}{ac}}}
كما يمكن للمرء أن يرى من الخطوط المتساوية الجديدة بأن التوازن الجديد له قيمة H أعلى وقيمة P أقل، وعلى هذا فإن عدد الفريسة سيزداد في حين يتناقص عدد المفترس. وهكذا فإن الفريسة التي عادة ما تكون مستهدفة بالمبيد يستفاد منها بالفعل بدلاً من أن تتأذى بالمبيد.
إن البديل الموثوق به والبسيط لنموذج لوتكا - فولتيرا المفترس والفريسة والتعميمات المعتمدة على الفريسة الشائعة هو النموذج المعتمد على النسبة أو نموذج أرديتي-جينزبورغ. وهما يمثلان أقصى درجات طيف نماذج التداخل المفترس. وفقًا لمؤلفي وجهة النظر البديلة، تُظهر البيانات أن التفاعلات الحقيقية في الطبيعة بعيدة جدًا عن أقصى لوتكا - فولتيرا على طيف التداخل بحيث يمكن ببساطة استبعاد النموذج باعتباره خاطئًا. فهي أقرب بكثير إلى الحد المعتمد على النسبة ولذلك إذا كانت هناك حاجة إلى نموذج بسيط فيمكن للمرء استخدام نموذج أرديتي-جينزبورغ كأول تقدير تقريبي.

## دليل تجريبي
قاموا بتوثيق المفارقة بأسلوب متكرر عبر تاريخ إدارة الآفات. فالعث المفترس على سبيل المثال يفترس بطريقة طبيعية السوس النباتي وهي آفات شائعة في بساتين التفاح. ويؤدي رش البساتين إلى قتل كل من العث والسوس، ولكن تأثير الافتراس المتناقص يكون أكبر من تأثير المبيدات الحشرية فتزداد وفرة سوس النبات.
وقد لوحظ التأثير أيضًا على الأرز كما وثقه المعهد الدولي لبحوث الأرز، فقد لاحظ انخفاضًا كبيرًا في أعداد الآفات عندما توقفوا عن استخدام مبيدات الآفات.

## الظواهر ذات الصلة
تشير الدراسات الحديثة إلى أن مثل هذا التناقض قد لا يكون بالضرورة ناتجًا عن انخفاض أعداد الحيوانات المفترسة عن طريق الحصاد نفسه، فعلى سبيل المثال عن طريق مبيد الآفات يقلل عدد سكان المضيف في لحظة الحصاد وفي نفس الوقت يضعف تأثير الكثافة غير المحددة. كما تمثل المنافسة غير المحددة المنافسة بين الأفراد من نفس النوع. فعندما تكون الكثافة السكانية عالية وبذلك تكون الموارد شحيحة نسبيًا، ويكون لكل فرد وصول أقل إلى الموارد لاستثمار الطاقة في النمو والبقاء والتكاثر. ويؤدي ذلك إلى انخفاض معدل البقاء على قيد الحياة أو زيادة معدل الوفيات.
وتزداد المنافسة غير المحددة مع الكثافة. إذ يمكن للمرء أن يتوقع أن يؤدي انخفاض عدد السكان (بسبب الحصاد على سبيل المثال) إلى تقليل الكثافة السكانية وتقليل المنافسة بين الأنواع، مما قد يؤدي إلى انخفاض معدل الوفيات بين مجموعة الفرائس.
وتظهر الدراسات أيضًا أن التأثيرات المباشرة على الحيوانات المفترسة بناءً على حصاد الفريسة، ليست ضرورية لملاحظة التناقض. وثبت أن حصاد الفريسة يؤدي إلى انخفاض معدل تكاثر المفترس، مما يقلل من مستوى توازن المفترس. وعلى هذا فإن التغييرات في إستراتيجية تاريخ الحياة (أنماط النمو والتكاثر والبقاء على قيد الحياة) يمكن أن تساهم أيضًا في التناقض.
فعلى ما يبدو يمكن تفسير التناقض استناداً إلى التأثيرات غير المباشرة للحصاد على التفاعلات البيئية المحلية للفريسة والحيوانات المفترسة: تقليل تأثير الكثافة غير المحددة للفريسة وتقليل معدل التكاثر للحيوان المفترس. فالأول يزيد من انتعاش أعداد الفريسة، ويقلل الأخير من مستوى التوازن السكاني للحيوان المفترس.

## حلول
للتعامل مع هذه المفارقة قد يلجأ المزارعون إلى الإدارة المتكاملة للآفات (IPM)، وهو نهج بيئي لمكافحة الآفات يفسر التفاعلات بين الآفات وبيئتها. بحيث لا توجد طريقة واحدة فقط لممارسة المكافحة المتكاملة للآفات، ولكن تتضمن بعض الطرق استخدام أجهزة الاصطياد الميكانيكية أو زيادة وفرة الحيوانات المفترسة الطبيعية.
وغالبًا ما يقومون بالترويج للمكافحة المتكاملة للآفات بسبب فوائدها البيئية والصحية، حيث إنها تتجنب استخدام مبيدات الآفات الكيميائية.